# Koeffizient
Ein Koeffizient ((neu)lat. coefficiens/coëfficiens, eine Substantivierung des PPA von lat. coefficere „mitwirken“, gebildet von Franciscus Vieta), auch Beizahl, Beiwert oder Vorzahl genannt, ist eine zu einem anderen rechnerischen Ausdruck als Faktor hinzugefügte Zahl oder Variable. Der Koeffizient kann ein Parameter oder eine Kennzahl (Physik, Ökonomie) sein. In der Analysis tritt er in Monomen auf.

## Mathematik
In der Mathematik ist ein Koeffizient ein Faktor, der zu einem bestimmten Objekt wie einer Variablen oder einem Basisvektor gehört. Normalerweise werden Objekte und Koeffizienten in der gleichen Reihenfolge indiziert, sodass sich Ausdrücke wie
{\displaystyle a_{1}x_{1}+a_{2}x_{2}+a_{3}x_{3}+\dotsb }
ergeben, mit {\displaystyle a_{n}} als dem Koeffizienten der Variablen {\displaystyle x_{n}} für jedes {\displaystyle n=1,2,3,\dotsc }
Einfaches Beispiel: Der Koeffizient des Terms {\displaystyle 9x^{2}} ist {\displaystyle 9}.
Beispiele für wichtige mathematische Koeffizienten:
- Koeffizienten des Polynoms, insbesondere der Leitkoeffizient
- Binomialkoeffizient
- Taylor-Koeffizienten (siehe Taylorreihe)
- Fourier-Koeffizienten (siehe Fourierreihe)
- Koeffizienten einer Potenzreihe oder Laurent-Reihe, hier insbesondere das Residuum
- Clebsch-Gordan-Koeffizient

## Physik
In der Physik ist ein Koeffizient eine Größe, die eine Eigenschaft bestimmter Materialien, Körper oder Systeme beschreibt. Solche Größen sind oft dimensionslos, zum Beispiel
- Haftreibungskoeffizient, Gleitreibungskoeffizient
- Strömungswiderstandskoeffizient („Cw-Wert“)
- Wärmeübergangskoeffizient

Es gibt auch dimensionsbehaftete Koeffizienten:
- Wärmeausdehnungskoeffizient
- Dopplerkoeffizient
- Kühlmittelverlustkoeffizient

In älterer technischer Literatur werden Koeffizienten auch Beiwerte genannt.

## Chemie

### Stöchiometrie
In der Stöchiometrie gibt der stöchiometrische Koeffizient in einer Reaktionsgleichung an, wie viele Teilchen bzw. Mol eines Stoffes mit wie vielen Teilchen bzw. Mol anderer Stoffe reagieren. Ist der Koeffizient 1, wird er weggelassen.
Beispiel (Knallgasreaktion):
{\displaystyle \mathrm {2\ H_{2}+O_{2}\longrightarrow 2\ H_{2}O} }
Wasserstoff und Wasser haben den stöchiometrischen Koeffizienten 2, weil
- 2 Wasserstoffmoleküle mit einem Sauerstoffmolekül zu 2 Wassermolekülen reagieren
- 2 Mol Wasserstoff mit einem Mol Sauerstoff zu 2 Mol Wasser reagieren.

### Physikalische Chemie und Biochemie
- Bindungskoeffizient (synonym Koeffizient bevorzugter Wechselwirkung, englisch preferential interaction coefficient)

## Sport
In sportlichen Verbänden wie z. B. der UEFA  gibt es ebenfalls Koeffizienten, welche Klubs oder Mannschaften anhand ihrer bisherigen Erfolge bewerten.

## Wirtschaftswissenschaften
- Der Gini-Koeffizient ist ein Maß zur Ungleichverteilung.
- Der Gesamtbedarfskoeffizient ist eine Größe zur Ressourceneinsatzplanung.